# Héctor Alterio
Héctor Benjamín Alterio Onorato (sinh ngày 21 tháng 9 năm 1929) là một diễn viên truyền hình và điện ảnh người Argentine, ông được biết đến ở cả hai nước Argentina và Tây Ban Nha.

## Tiểu sử
Alterio lần đầu xuất hiện tại nhà hát của ông vào năm 1948 với vai chính trong Cómo suicidude en primavera ("Cách để tự sát vào mùa xuân"). Sau khi hoàn thành vở kịch, ông đã thành lập công ty Nuevo Teatro ("New Theatre") vào năm 1950, nơi ông thường làm việc cho đến năm 1968 và giúp thay đổi một số bối cảnh cho sân khấu Argentina những năm 1960.

## Phim
- Awaking from a Dream (2008)
- Semen, una historia de amor (2005)
- Cleopatra (2003)
- El Último tren (2002)
- Kamchatka (2002)
- Apasionados (2002)
- Nobel (2001)
- El hijo de la novia (2001)
- Plata quemada (2000)
- Los libros y la noche (2000)
- Esperando al Mesías (2000)
- Un dulce olor a muerte (1999)
- Suenas en la mitad del mundo – Cuentos ecuatorianos (1999)
- La mujer más fea del mundo (1999)
- Las huellas borradas (1999)
- Pequeños milagros (1998)
- Cenizas del paraíso (1997)
- Caballos salvajes (1995)
- King of the River (1995)
- El detective y la muerte (1994)
- Tanguito (1993)
- Don Juan in Hell (1991)
- Yo, la peor de todas (1990)
- Gentile Alouette (1990)
- El verano del potro (1989)
- El hombre de la deuda externa (1987)
- Barbablu Barbablu (1987)
- Sofía (1987)
- Mi General (1987)
- Manuel y Clemente (1986)
- Puzzle (1986)
- Contar hasta diez (1986)
- A la pálida luz de la Luna (1986)
- Los chicos de la guerra (1985)
- Adiós, Roberto (1985)
- La historia oficial (1985)
- Flesh + Blood (1985)
- El señor Galíndez (1984)
- De grens (1984)
- Camila (1984)
- La mujer del juez (1983)
- Il quartetto Basileus (1982)
- Asesinato en el Comité Central (1982)
- Corazón de papel (1982)
- Antonieta (1982)
- Volver (1982)
- Kargus (1981)
- Los viernes de la eternidad (1981)
- Tac-Tac (1981)
- El crimen de Cuenca (1980)
- El Nido (1980)
- Tiro al aire (1980)
- Marian (1979)
- Memorias de Leticia Valle (1979)
- Serenata a la luz de la Luna (1979)
- Tres en... (1979)
- Las truchas (1978)
- ¿Qué hace una chica como tú en un sitio como éste? (1978)
- Tiempos de constitución (1978)
- Arriba Hazaña (1978)
- Asignatura pendiente (1977)
- A un dios desconocido (1977)
- Las palabras de Max (1977)
- La guerra de papá (1977)
- Pascual Duarte (1976)
- Cría Cuervos (1976)
- La tregua (1974)
- La Patagonia rebelde (1974)
- Los siete locos (1973)
- Quebracho (1973)
- La mafia (1972)
- El santo de la espada (1970)
- Don Segundo Sombra (1969)
- Todo sol es amargo (1965)